# Claudia Blasberg
Claudia Blasberg (Dresde, 14 de febrero de 1975) es una remera alemana que consiguió ser medallista olímpica en dos ocasiones.

## Biografía
Además de proclamarse subcampeona olímpica en dos ocasiones, en los Juegos Olímpicos de Sídney 2000 y 2004, también obtuvo dos campeonatos del mundo (2001 y 2003) y dos subcampeonatos (1998 y 2002).